# Jules-Aimé Battandier
Jules-Aimé Battandier est un botaniste français, né le 8 janvier 1848 à Annonay et mort le 18 septembre 1922 à Alger.
Après son doctorat de sciences naturelles, il devient professeur à la Faculté de médecine et de pharmacie d’Alger  en 1879. Il dirige la pharmacie de l’hôpital Mustapha en 1875. 
Le 19 avril 1900, sa fille Renée a épousé l'administrateur colonial et écrivain Robert Randau. 

## Hommages
Quelques espèces qui lui ont été dédiées :
- Dactylorhiza battandieri Raynaud, 1985
- Argyrocytisus battandieri (Maire) Raynaud
- Adenocarpus battandieri (Maire) Talavera.

## Liste partielle des publications
- Avec Trabut, Flore d'Alger et catalogue des plantes d'Algérie. Monocotyledones (Alger, 1884)
- Avec Maire et Trabut, Atlas de la flore d'Alger (Jourdan, Alger, cinq fascicules, 1886-1920)
- Flore d'Algérie. Dicotylédones (Alger / Paris, 1888-1890)
- Algérie. Plantes médicinales, essences et parfums (Giralt, Alger, 1889)
- Avec Trabut, Flore de l'Algérie. Monocotylédones (Alger / Paris, 1895)
- Avec Trabut, L'Algérie. Le sol et les habitants. Flore, faune, géologie, anthropologie, ressources agricoles et économiques (J.-B. Baillière et fils, Paris, 1898)
- Avec Trabut, Flore analytique et synoptique de l'Algérie et de la Tunisie (Alger, 1902 publ. 1905)
- Flore de l'Algérie. Supplement aux phanérogames (Paris / Alger, 1910)
- Contributions à la flore atlantique (Paris, 1919)